# شيشوي، قويتشو
شيشوي (بالصينية: 赤水市) هي مدينة من مدن الصين تقع في مقاطعة قويتشو.

## المناخ
يظهر الجدول التالي التغييرات المناخية على مدار السنة لشيشوي، قويتشو:
| البيانات المناخية لـشيشوي، قويتشو             | البيانات المناخية لـشيشوي، قويتشو | البيانات المناخية لـشيشوي، قويتشو | البيانات المناخية لـشيشوي، قويتشو | البيانات المناخية لـشيشوي، قويتشو | البيانات المناخية لـشيشوي، قويتشو | البيانات المناخية لـشيشوي، قويتشو | البيانات المناخية لـشيشوي، قويتشو | البيانات المناخية لـشيشوي، قويتشو | البيانات المناخية لـشيشوي، قويتشو | البيانات المناخية لـشيشوي، قويتشو | البيانات المناخية لـشيشوي، قويتشو | البيانات المناخية لـشيشوي، قويتشو | البيانات المناخية لـشيشوي، قويتشو |
| الشهر                                         | يناير                             | فبراير                            | مارس                              | أبريل                             | مايو                              | يونيو                             | يوليو                             | أغسطس                             | سبتمبر                            | أكتوبر                            | نوفمبر                            | ديسمبر                            | المعدل السنوي                     |
| --------------------------------------------- | --------------------------------- | --------------------------------- | --------------------------------- | --------------------------------- | --------------------------------- | --------------------------------- | --------------------------------- | --------------------------------- | --------------------------------- | --------------------------------- | --------------------------------- | --------------------------------- | --------------------------------- |
| متوسط درجة الحرارة الكبرى °م (°ف)             | 10.7 (51.3)                       | 13.0 (55.4)                       | 18.3 (64.9)                       | 23.5 (74.3)                       | 26.9 (80.4)                       | 28.9 (84.0)                       | 32.6 (90.7)                       | 32.7 (90.9)                       | 27.5 (81.5)                       | 21.7 (71.1)                       | 16.9 (62.4)                       | 11.9 (53.4)                       | 22.1 (71.7)                       |
| متوسط درجة الحرارة الصغرى °م (°ف)             | 6.1 (43.0)                        | 7.7 (45.9)                        | 11.1 (52.0)                       | 15.2 (59.4)                       | 18.6 (65.5)                       | 21.1 (70.0)                       | 23.7 (74.7)                       | 23.4 (74.1)                       | 20.2 (68.4)                       | 16.2 (61.2)                       | 11.8 (53.2)                       | 7.6 (45.7)                        | 15.2 (59.4)                       |
| الهطول مم (إنش)                               | 33.9 (1.33)                       | 30.6 (1.20)                       | 50.5 (1.99)                       | 87.3 (3.44)                       | 155.8 (6.13)                      | 180.8 (7.12)                      | 191.7 (7.55)                      | 165.6 (6.52)                      | 127.8 (5.03)                      | 99.5 (3.92)                       | 60.8 (2.39)                       | 37.4 (1.47)                       | 1٬221٫7 (48.09)                   |
| المصدر: National Meteorological Center of CMA |                                   |                                   |                                   |                                   |                                   |                                   |                                   |                                   |                                   |                                   |                                   |                                   |                                   |